# Кур ла Вил
Кур ла Вил (фр. Cours-la-Ville) насеље је и општина у источној Француској у региону Рона-Алпи, у департману Рона која припада префектури Вилфранш сир Саон.
По подацима из 4 241. године у општини је живело 4 296 становника, а густина насељености је износила | становника/km². Општина се простире на површини од 19,48 km². Налази се на средњој надморској висини од 586 метара (максималној 860 m, а минималној 437 m).

## Демографија
| 1962. | 1968. | 1975. | 1982. | 1990. | 1999. | 2011. |
| ----- | ----- | ----- | ----- | ----- | ----- | ----- |
| 5.414 | 5.832 | 5.556 | 5.095 | 4.637 | 4.241 | 3.838 |

График промене броја становника у току последњих година